# Старбак (город, Миннесота)
Старбак (англ. Starbuck) — город в округе Поп, штат Миннесота, США. На площади 4,1 км² (4,1 км² — суша, водоёмов нет), согласно переписи 2002 года, проживают 1314 человек. Плотность населения составляет 322 чел./км².
- Телефонный код города — 320
- Почтовый индекс — 56381
- FIPS-код города — 27-62500[1]
- GNIS-идентификатор — 0652561[2]